# Ethelbaldo de Mercia
Ethelbaldo de Mercia, también escrito como Etelbaldo (Æthelbald en inglés), fue rey de Mercia, reino situado en lo que hoy constituyen las actuales Midlands inglesas, entre 716 y 757. Durante su largo mandato, Mercia se convirtió en el reino dominante entre los anglosajones y recobró la posición preeminente que ya había disfrutado en el siglo VII, bajo los reinados de Penda y Wulfhere; el dominio de Mercia en Inglaterra se prolongó hasta el final del siglo VIII. 
Ethelbaldo ascendió al trono tras la muerte de su primo, el rey Ceolredo. En aquel tiempo, tanto Wessex como Kent estaban gobernados por reyes poderosos, pero transcurridos quince años, el cronista contemporáneo Beda describió a Ethelbaldo como gobernante de toda la parte de Inglaterra situada al sur del río Humber. La Crónica anglosajona no enumera a Ethelbaldo como bretwalda, o «Soberano de Britania», aunque esto puede deberse a que la Crónica era originaria de Wessex.
San Bonifacio escribió a Ethelbaldo sobre el año 745 reprochándole varios actos disolutos e irreligiosos. El posterior concilio de Clovesho de 747 y una carta aprobada por Ethelbaldo en Gumley en 749, en la que liberaba a la Iglesia de algunas de sus obligaciones, podrían haber sido fruto de la carta de Bonifacio. Ethelbaldo fue asesinado en 757 por su guardia personal. Beornrad, de quien se conoce muy poco, le sucedió brevemente en el trono, pero al cabo de un año ya había sido depuesto por Offa. Este último, que era nieto de un primo de Ethelbaldo llamado Eanwulf, reinó durante 39 años.

## Juventud y ascenso
Aunque el padre de Ethelbaldo, Alweo, nunca fue rey, Ethelbaldo provenía de la línea de sucesión real de Mercia. El padre de Alweo, Eowa, compartió el trono durante algún tiempo con su hermano Penda. Aunque la Crónica anglosajona no hace mención de Eowa, sitúa cronológicamente el reinado de Penda en los treinta años que se extienden desde 626 hasta 656, año en el que murió en la batalla de Winwaed. Sin embargo, hay dos fuentes posteriores que sí que citan a Eowa como rey: la Historia Brittonum y los Annales Cambriae. Los Annales Cambriae sitúan la muerte de Eowa en 644, en la batalla de Maserfelth, donde Penda derrotó a Osvaldo de Northumbria. Los detalles sobre el reinado de Penda son escasos y se especula sobre si Eowa era un rey vasallo que rendía pleitesía a Penda, o si por el contrario Eowa y Penda se habían repartido Mercia entre ambos. Si se dividieron el reino, probablemente Eowa reinó en el norte de Mercia, mientras que Peada fue designado rey del sur por Oswiu de Northumbria, que había derrotado a los mercianos y dado muerte a Penda, el padre de Peada, en el año 656. Es posible que Eowa luchara contra Penda en Maserfelth.
Durante la juventud de Ethelbaldo, la dinastía de Penda gobernó Mercia; Ceolredo, nieto de Penda y por tanto primo segundo de Ethelbaldo, fue rey de Mercia entre 709 y 716. Una antigua fuente, la Vita sancti Guthlaci, escrita por el monje de Wessex Félix, revela que fue Ceolredo quien envió a Ethelbaldo al exilio. San Guthlac fue un noble merciano que abandonó su carrera en el ejército de Ethelredo para convertirse primero en monje e instalarse en Repton y posteriormente vivir como un ermitaño en un túmulo de Crowland, en las zonas pantanosas de Anglia Oriental. Durante su exilio, Ethelbaldo y sus hombres se refugiaron en la misma zona, por lo que visitaron a Guthlac, que simpatizaba con la causa de Ethelbaldo, tal vez debido a la opresión que Ceolredo ejercía sobre los monasterios. Guthlac también recibía visitas de otras personalidades, como el obispo Haedde de Lichfield, un merciano influyente, y puede que a Ethelbaldo le fuera políticamente útil el apoyo del monje para lograr acceder al trono. Tras la muerte de Guthlac, Ethelbaldo tuvo un sueño en el que este le vaticinaba grandeza; posteriormente, cuando Ethelbaldo ya había ocupado el trono, construyó un santuario dedicado a Guthlac.
Cuando Ceolredo murió repentinamente, de causas naturales, durante un banquete, Ethelbaldo regresó a Mercia y obtuvo el poder, aunque es posible que un rey llamado Ceolwald, tal vez hermano de Ceolredo, reinara durante un breve período entre los reinados de Ceolredo y Ethelbaldo. La ascensión al trono de Ethelbaldo terminó con la línea de descendientes de Penda; el reinado de Ethelbaldo fue seguido, tras un breve intervalo, por el reinado de Offa, otro descendiente de Eowa.

## Dominio de Mercia

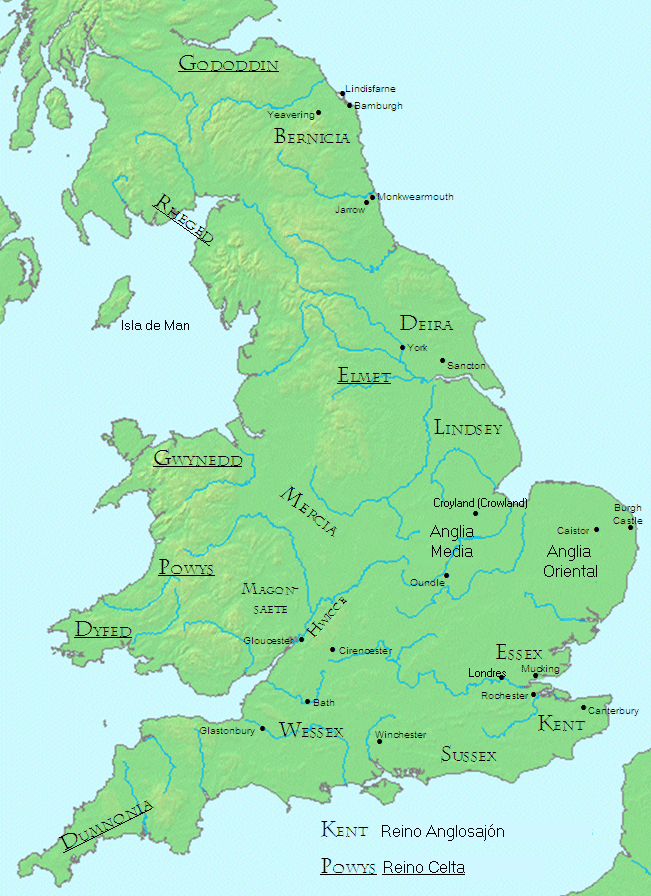
Los reinos de Gran Bretaña en el, cuando nació Ethelbaldo.

El reinado de Ethelbaldo marcó el resurgimiento del poder de Mercia, que perduraría hasta finales del siglo VIII. Con la excepción del corto reinado de Beornrad, que sucedió a Ethelbaldo durante menos de un año, Mercia fue gobernada durante ochenta años por dos de los reyes anglosajones más poderosos, Ethelbaldo y Offa. Estos largos reinados eran inusuales en aquellos tiempos; por ejemplo, durante el mismo periodo Northumbria tuvo once reyes, muchos de los cuales murieron de forma violenta.
Hacia el año 731, Ethelbaldo dominaba toda la zona de Inglaterra situada al sur del río Humber. Hay pocas evidencias directas de la relación existente entre Ethelbaldo y los reyes que dependían de él. Generalmente, un rey vasallo sujeto a un señor como Ethelbaldo aún debería ser considerado como rey, aunque su independencia se habría visto recortada en varios aspectos. Las cartas o fueros son fuentes que ofrecen importantes evidencias de esta relación: se trataba de documentos que otorgaban tierras a los vasallos o al clero en las que aparecía como testigo el rey, con poder para otorgar esas tierras. Una carta que concedía tierras en el territorio de uno de los reyes vasallos debía tener registrados los nombres del rey, así como el del rey al que este debía pleitesía en la lista de testigos; por ejemplo, una lista de testigos puede verse en el Diploma de Ismere. Los títulos dados a los reyes en las cartas también podían ser reveladores: un rey podía aparecer descrito como un subregulus (término que implicaría un rey de categoría inferior o rey vasallo).
Desde aquella época, se han conservado suficientes fuentes que verificaran el progreso de la influencia de Ethelbaldo sobre dos de los reinos del sur, Wessex y Kent. Al comienzo del reinado de Ethelbaldo, tanto Kent como Wessex estaban gobernados por dos poderosos reyes, Wihtred e Ine respectivamente. Wihtred de Kent murió en 725 e Ine de Wessex, uno de los reyes más formidables de su tiempo, abdicó en 726 para peregrinar a Roma. Según la Crónica anglosajona, el sucesor de Ine, Aethelheard de Wessex, luchó ese año con un ealdorman llamado Osvaldo, a quien la Crónica anglosajona muestra como descendiente de Ceawlin, uno de los primeros reyes de Wessex. Finalmente Aethelheard triunfó en su lucha por el trono y hay indicios posteriores de que gobernó sujeto a la autoridad de Mercia. Por consiguiente, podría ser que Ethelbaldo ayudara a establecerse en el trono tanto a Aethelheard como a su hermano, Cuthred, quien sucedió a Aethelheard en 739. También hay pruebas de que el territorio de Sussex se desprendió del dominio de Wessex a principios de los años 720, lo que parece podría indicar la creciente influencia de Ethelbaldo en la zona, aunque también podría haber sido la influencia de Kent, en lugar de la de Mercia, la que debilitara el control de Wessex.
En lo relativo a Kent, hay pruebas en el cartulario de Kent que muestran que Ethelbaldo fue mecenas de las iglesias de dicha zona. No hay pruebas en las cartas, sin embargo, que muestren que Ethelbaldo debiera dar su consentimiento a la hora de otorgar tierras; además han sobrevivido cartas de Ethelberto II y Eadberto I, ambos reyes de Kent, en las que estos reyes otorgan tierras sin el consentimiento de Ethelbaldo. Podría ser que las cartas que mostraran el señorío de Ethelbaldo no hubieran sobrevivido pero, en cualquier caso, el resultado es que no hay pruebas directas de la extensión de la influencia de Ethelbaldo sobre Kent.
Se tiene menos información de lo que ocurrió en Essex durante este periodo, pero fue aproximadamente en esa época cuando Londres pasó a depender de Mercia en lugar de Essex. Tres de los predecesores de Ethelbaldo -Ethelredo, Cenredo y Ceolredo- confirmaron una carta sajona oriental en la que se otorgaba Twickenham a Waldhere, el obispo de Londres. Gracias a cartas de Kent se sabe que Londres estuvo bajo el control de Ethelbaldo y, a partir del reinado de este monarca parece que la transición hacia el control se había completado ya. Una carta de principios del reinado de Offa, en la que se otorgan tierras cerca de Harrow, ni siquiera incluye al rey de Essex en la lista de testigos. Respecto a Sussex, hay muy pocas pruebas en las cartas, pero como en el caso de Kent, no se muestra que hiciera falta el consentimiento de Ethelbaldo para otorgar tierras. La falta de pruebas no debe oscurecer el hecho de que Beda, quien al fin y al cabo era un cronista contemporáneo, resumió la situación de Inglaterra en 731 listando los obispos activos en el sur de Inglaterra, y añadiendo que «todas esas provincias, junto a las otras al sur del río Humber y sus reyes, están sujetas a Ethelbaldo, rey de los mercios».
Sí que existen pruebas que demuestran que Ethelbaldo tuvo que ir a la guerra para mantener su dominio. En 733 emprendió una expedición contra Wessex y capturó el señorío de Somerton. La Crónica anglosajona también relata que cuando Cuthred sucedió a Aethelheard en el trono de Wessex en 740, este «hizo guerra valientemente contra Ethelbaldo, rey de Mercia». Tres años después, Cuthredo y Ethelbaldo aparecen luchando contra los galeses. Esto podría haber sido una obligación impuesta por Mercia sobre Cuthredo, visto que los reyes anteriores habían ayudado de forma similar a Penda y Wulfhere, dos poderosos gobernantes mercios del siglo VII. En 752, Ethelbaldo y Cuthredo se encontraron de nuevo enfrentados en un conflicto, y según una versión del manuscrito, Cuthredo «puso en fuga [a Ethelbaldo]» en Burford. Parece ser que Ethelbaldo habría reafirmado su autoridad sobre los sajones occidentales en sus últimos años de vida, ya que está documentado que Cynewulf, un posterior rey de Wessex, fue testigo en una carta de Ethelbaldo a principios de su reinado, en 757.
En 740 se registra en las crónicas una guerra entre los pictos y los northumbrios. Ethelbaldo, que debía haber sido aliado de Óengus I, rey de los pictos, sacó provecho de la ausencia de Eadberto de Northumbria para devastar sus tierras, y tal vez, incendiar York.

## Títulos

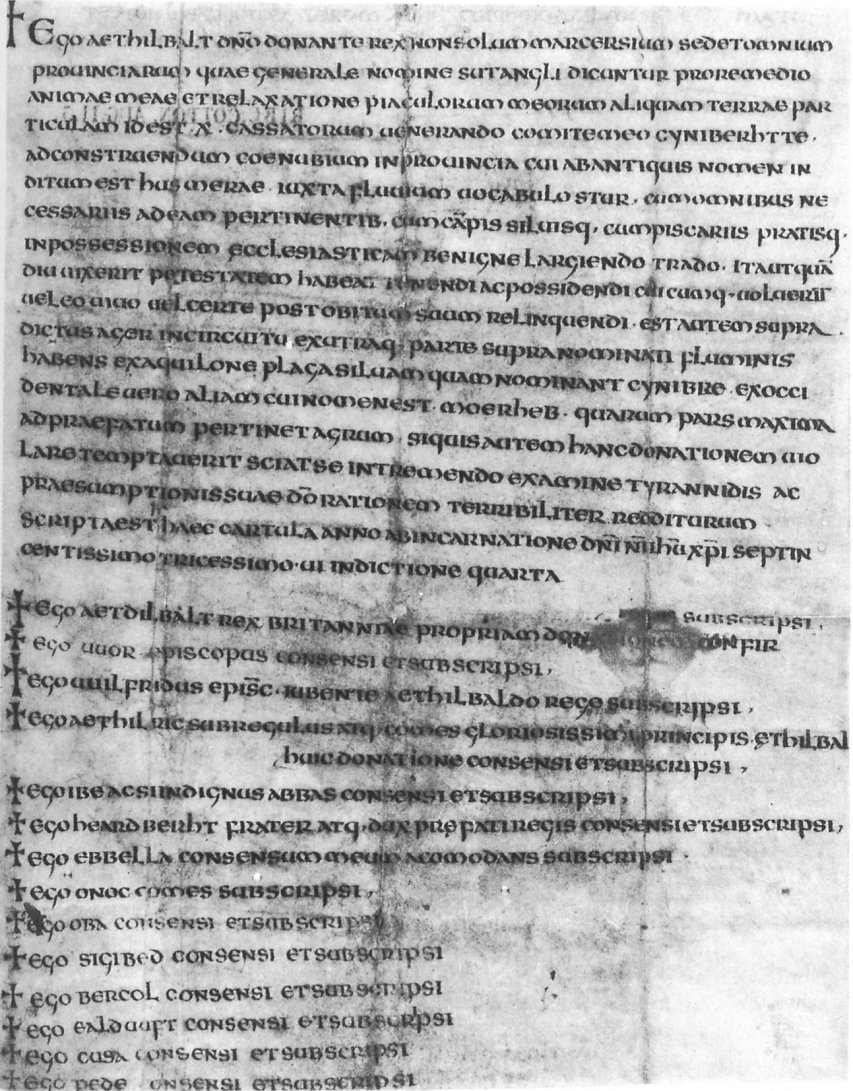
El Diploma de Ismere, una carta del rey Ethelbaldo a su caballero, o ealdorman, Cyneberht en 736.

En su Historia ecclesiastica gentis Anglorum, Beda listó siete reyes que gobernaron las provincias del Sur de Inglaterra, con reinados que van desde finales del siglo V a finales del siglo VII. Posteriormente, la Crónica anglosajona -otra fuente importante para este periodo- describe estos siete reyes como bretwaldas o brytenwaldas, un título traducido como «Gobernante de Britania» o «Vasto gobernante». La Crónica solo añade un rey a la lista: Egberto de Wessex, quien reinó en el siglo IX. La lista resultante de ocho bretwaldas omite algunos poderosos reyes mercios pero es posible que el cronista que escribió la Crónica anglosajona simplemente añadiera el nombre de Egberto a la lista original de Beda, sin querer con ello afirmar que ningún otro rey hubiese conseguido similares poderes en Inglaterra. Casi con toda certeza, el cronista era sajón occidental, y dado que ni Ethelbaldo ni Offa fueron reyes de Wessex, es posible que el cronista no los mencionara a causa de su orgullo regional. El significado del término «bretwalda» y la naturaleza del poder que ejercieron estos ocho reyes han sido ampliamente examinados por los académicos. Una de las interpretaciones que se han sugerido es que, dado que Beda escribió durante el reinado de Ethelbaldo, los siete reyes originales que listó eran esencialmente aquellos reyes que podrían haber sido vistos como prototipos de Ethelbaldo en su dominio de la parte de Inglaterra al sur del río Humber.
Más pruebas del poder de Ethelbaldo, o al menos de sus títulos, se encuentran en una importante carta de 736, el Diploma de Ismere, del que ha llegado a nuestros días una copia contemporánea (posiblemente original). Empieza describiendo a Ethelbaldo como «rey, no sólo de los mercios, sino también de todas las provincias llamadas con el nombre genérico de Inglaterra del Sur»; en la lista de testigo es llamado adicionalmente Rex Britanniae, «Rey de Britania». Stenton describió este título como «una frase que puede ser interpretada solamente como una traducción latina del título inglés Bretwalda», aunque también podría ser que en aquel tiempo estos títulos no fuesen reconocidos más allá de Worcester, donde en los años 730 se escribieron otros documentos similares a este en el que aparecían títulos similares.

## Relaciones con la Iglesia
En 745-746, el líder misionero anglosajón entre los germanos, San Bonifacio, junto con otros siete obispos, envió una carta a Ethelbaldo reprochándole sus pecados, como el robo de rentas eclesiásticas, la violación de privilegios de la Iglesia, la imposición de trabajos forzados al clero y la fornicación con monjas. La carta suplicaba a Ethelbaldo que tomara una esposa y abandonara su vida lujuriosa:

Por consiguiente, nosotros, amado hijo, suplicamos a Su Ilustrísima por la gracia de Cristo el Hijo de Dios y por Su venida y Su reino, que si es cierto que continúa en este vicio, enmiende su vida con penitencia, se purifique, y tenga presente cómo de infame es cambiar, a través de la lujuria, la imagen de Dios creada en vos en la imagen de un demonio despiadado. Recuerde que fue hecho rey y gobernante sobre muchos no por sus propios méritos sino por la abundante gracia de Dios, y ahora está convirtiéndose por su propia lujuria en el esclavo de un espíritu maligno.
We therefore, beloved son, beseech Your Grace by Christ the son of God and by His coming and by His kingdom, that if it is true that you are continuing in this vice you will amend your life by penitence, purify yourself, and bear in mind how vile a thing it is through lust to change the image of God created in you into the image and likeness of a vicious demon. Remember that you were made king and ruler over many not by your own merits but by the abounding grace of God, and now you are making yourself by your own lust the slave of an evil spirit.

Primero, Bonifacio envió la carta a Egberto, el arzobispo de York, pidiéndole que corrigiera cualquier inexactitud e insistiera en lo que era correcto; y pidió a Herefrith, un sacerdote al que Ethelbaldo había escuchado en el pasado, que leyera y explicara la carta al rey personalmente. Aunque la carta de Bonifacio alaba la fe y la caridad de Ethelbaldo, sus críticas empañaron la imagen de este gobernante durante las épocas posteriores. También contribuyó negativamente a su reputación una reclamación hecha en el siglo IX en una lista de donaciones de la abadía de Gloucester, en la que aparece que Ethelbaldo había apuñalado o golpeado hasta la muerte al pariente de una abadesa mercia.
Ethelbaldo pudo haber ejercido su influencia para el nombramiento de los sucesivos arzobispos de Canterbury, Tatvino, Notelmo y Cutberto, el último probablemente era el anterior obispo de Hereford y, a pesar de las fuertes críticas de Bonifacio, hay pruebas del positivo interés que el monarca mostró sobre los asuntos eclesiásticos. Una carta posterior de Bonifacio a Cutberto, arzobispo de Canterbury, proporciona bastante información sobre concilios francos, especialmente sobre uno llevado a cabo en 747, cuyo decreto es incluido por Bonifacio en la carta. Bonifacio no sugiere explícitamente a Cutberto que también él debería llevar a cabo un concilio, pero parece claro que esta era su intención. De hecho, posteriormente se llevó a cabo un concilio en Clovesho (la localización del cual no se conoce); Ethelbaldo asistió al mismo y tal vez incluso lo presidió. El concilio se ocupó de las relaciones entre la iglesia y el mundo secular, y condenó muchos excesos cometidos por parte del clero. El concilio limitó las relaciones entre los monjes y los laicos y dictaminó que las actividades seculares no eran permisibles para los monjes: los negocios seculares y las canciones profanas fueron prohibidas, especialmente las «canciones absurdas».
Dos años después de este, en 749, en el concilio de Gumley, Ethelbaldo promulgó una carta que eximía a las tierras de la Iglesia de toda obligación, excepto los requisitos para construir fuertes y puentes, que eran obligaciones que afectaban a todo el mundo, como parte de la trinoda necessitas. Esta carta sólo tuvo como testigos a obispos mercios, y es posible que no tuviera efecto fuera de Mercia, pero también es posible que formara parte esencial de un programa de reformas inspirado por Bonifacio e instigado en Clovesho.

## Muerte

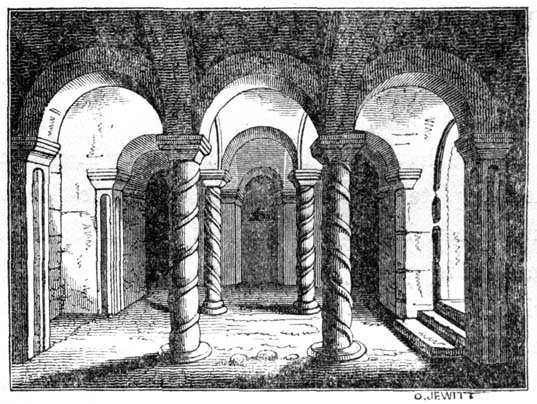
Grabado del siglo XIX que representa la cripta de Repton donde fue enterrado Ethelbaldo.

Ethelbaldo murió asesinado en Seckington (Warwickshire) en el año 757, cerca de la sede real de Tamworth, siendo sucedido brevemente por Beornrad. Según una continuación posterior de la Historia ecclesiastica gentis Anglorum de Beda, «por la noche fue asesinado a traición por su propia guardia personal», aunque el motivo de su asesinato no está registrado. Ethelbaldo fue enterrado en Repton, en una cripta que aún se conserva. Hay constancia de que un contemporáneo afirmó haber tenido una visión del monarca en el infierno, reforzando la impresión de que el rey no gozó de buena fama entre la totalidad de sus súbditos. La iglesia del monasterio que había en ese lugar fue probablemente construida por el propio Ethelbaldo para albergar el mausoleo real, y entre las otras tumbas que se encuentran en el mismo lugar, se halla la de Wigstan de Mercia.
En Repton se conserva el fragmento de una cruz de piedra que en una de sus caras tiene grabada la imagen de un hombre, que se ha sugerido que podría ser un monumento conmemorativo en honor de Ethelbaldo. La figura representa a un hombre llevando una armadura de malla y portando una espada y un escudo, con una diadema en su cabeza.